# Čao pičke
Čao pičke je bila slovenska post-punk glasbena skupina iz Ljubljane, aktivna od leta 1981 do leta 1984. Člani benda so bili vokalistka 
Alenka Marsenič – Marsa (sodelovala tudi s skupinami Berlinski zid, Tožibabe in Borghesia), basist Ljubomir Kopač – Kope, kitarist (pozneje basist) Iztok Vidmar (sodeloval s skupinami Orkester Titanic, Basisti in Lolita ) in bobnar Jani Sever. Kitarist Iztok Vidmar je kmalu opustil igranje kitare in prevzel vlogo drugega basista v skupini.
Skupina je po anekdoti ime dobila tako, da so člani pred koncertom na list papirja, namenjen trem organizatorkam punk koncerta, napisali pozdrav »čao, pičke«, kar so organizatorke razumele kot ime skupine.

## Zgodovina
Pevka Alenka Marsenič je nekoč rekla, da se je skupina oblikovala vzporedno slavnim punk klubom FV. Štirinajstletna Alenka je bila takrat, še posebej v primerjavi z ostalimi člani skupine, zelo mlada. Vadili so v bivšem vadbenem prostoru skupine Buldožer poleg Diska Študent (pozneje imenovan klub FV – po prevzemu gledališke skupine FV-112/15, iz katere je pozneje nastala Borghesia), poleg njih so v tistih prostorih vadili tudi Orkester Titanik, D'pravda, Otroci socializma in Via Ofenziva.
Prve posnetke so posneli v studiu Radia Študent (snemalca sta bila Boško Bursač in Aldo Ivančič), izdani material pa so leta 1983 izdali na kaseti Via Ofenziva / Čao pičke, ki so jo delili s skupino Via Ofenziva. Pesmi skupine Čao pičke so bile na B strani kasete. Album je objavila založba ŠKUC (Študentski kulturni center), ki je objavljala tudi plošče skupine Laibach in raznih punk skupin. Jeseni 1983 so nastopili na festivalu Novi rock.
Leta 1984 sta bili na kompilaciji 84-48 založbe RTV Ljubljana objavljeni pesmi »Pesem B« in »Kaj ti rečem«. Istega leta je skupina razpadla.
Leta 2014 je pri švedski založbi Ne! Records izšel nov album skupine z remastered verzijami 17 pesmi iz časa obstoja skupine, imenovan Sonce v očeh.

## Člani
- Alenka Marsenič – Marsa — vokal
- Iztok Vidmar — kitara, bas kitara
- Jani Sever — bobni
- Ljubomir Kopač – Kope — bas kitara

## Diskografija
- Via Ofenziva / Čao pičke (1983, ŠKUC, deljen s skupino Via Ofenziva)
- Sonce v očeh (2014, Ne! Records)

Kompilacije
- 84-48 (1984, ZKP RTV, kompilacija s pesmimi več skupin)